# Turanium hladili
Turanium hladili é uma espécie de coleóptero da tribo Callidiini (Cerambycinae), com distribuição apenas em Uzbequistão.

## Sistemática
- Ordem Coleoptera
  - Subordem Polyphaga
    - Infraordem Cucujiformia
      - Superfamília Chrysomeloidea
        - Família Cerambycidae
          - Subfamília Cerambycinae
            - Tribo Callidiini
              - Gênero Turanium
                - T. hladili (Kratochvíl, 1985)